# Kanton Nouvion
Kanton Nouvion (fr. Canton de Nouvion) byl francouzský kanton v departementu Somme v regionu Pikardie. Skládal se ze 17 obcí. Zrušen byl po reformě kantonů 2014.

## Obce kantonu
- Agenvillers
- Buigny-Saint-Maclou
- Canchy
- Domvast
- Forest-l'Abbaye
- Forest-Montiers
- Gapennes
- Hautvillers-Ouville
- Lamotte-Buleux
- Millencourt-en-Ponthieu
- Neuilly-l'Hôpital
- Nouvion
- Noyelles-sur-Mer
- Ponthoile
- Port-le-Grand
- Sailly-Flibeaucourt
- Le Titre